# Havré
Havré är en ort i Belgien. Den ligger i provinsen Hainaut och regionen Vallonien, i den centrala delen av landet, 50 km söder om huvudstaden Bryssel. Havré ligger 50 meter över havet och antalet invånare är 6 157.
Terrängen runt Havré är huvudsakligen platt. Havré ligger nere i en dal. Runt Havré är det tätbefolkat, med 511 invånare per kvadratkilometer.. Närmaste större samhälle är Mons, 6,8 km väster om Havré. 
Omgivningarna runt Havré är en mosaik av jordbruksmark och naturlig växtlighet.